# Westgate Las Vegas Resort & Casino
Westgate Las Vegas Resort & Casino, antigament conegut com Las Vegas Hilton és un hotel, casino, i centre de convencions a Las Vegas, Nevada. Amb 3.174 habitacions, l'hotel localitzat als afores del Strip era l'hotel Hilton més gran del món i un dels casinos més grans de Las Vegas. L'hotel té una superfície construïda de 3,24 ha, té 9.000 m² de casino i el saló esportiu més gran de Las Vegas. L'hotel és al costat del Centre de Congressos i té el seu propi centre de convencions.
Era una inversió conjunta entre Colony Capital i de REIT Whitehall Street Real Estate Funds de Nova York. El novembre del 2011 ser reanomentat LVH-Las Vegas Hotel, com que le contracte amb el grup Hilton s'acabava. El 2012 va ser venut a una empresa conjunta de Goldman Sachs i Gramercy Capital. Goldman Sachs del seu costat el van vendre al grup Westgate Resorts el juny del 2014 i el propietari nou va canviar el nom en Westgate Las Vegas.
L'hotel també va ser l'escenari de Star Trek The Experience i té una parada del Monorail de Las Vegas.